# Гріффін (Джорджія)
Гріффін (англ. Griffin) — місто (англ. city) в США, в окрузі Сполдінг штату Джорджія. Населення — 23 478 осіб (2020).

## Географія
Гріффін розташований за координатами 33°14′29″ пн. ш. 84°16′36″ зх. д. / 33.24139° пн. ш. 84.27667° зх. д. (33.241252, -84.276676).  За даними Бюро перепису населення США в 2010 році місто мало площу 36,39 км², з яких 36,04 км² — суходіл та 0,35 км² — водойми.

## Демографія
Згідно з переписом 2010 року, у місті мешкали 23 643 особи в 8941 домогосподарстві у складі 5815 родин. Густота населення становила 650 осіб/км².  Було 10524 помешкання (289/км²).
Расовий склад населення:
| - 52,2 % — чорних або афроамериканців - 42,8 % — білих - 1,1 % — азіатів - 0,3 % — корінних американців - 0,1 % — вихідців з тихоокеанських островів - 1,8 % — осіб інших рас |

До двох чи більше рас належало 1,8 %. Частка іспаномовних становила 4,0 % від усіх жителів.
За віковим діапазоном населення розподілялося таким чином: 27,1 % — особи молодші 18 років, 60,4 % — особи у віці 18—64 років, 12,5 % — особи у віці 65 років та старші. Медіана віку мешканця становила 33,8 року. На 100 осіб жіночої статі у місті припадало 89,0 чоловіків;  на 100 жінок у віці від 18 років та старших — 84,3 чоловіків також старших 18 років.
Середній дохід на одне домашнє господарство  становив 45 529 доларів США (медіана — 30 652), а середній дохід на одну сім'ю — 51 902 долари (медіана — 35 588). Медіана доходів становила 37 521 долар для чоловіків та 30 586 доларів для жінок. За межею бідності перебувало 33,1 % осіб, у тому числі 48,4 % дітей у віці до 18 років та 14,4 % осіб у віці 65 років та старших.
Цивільне працевлаштоване населення становило 8287 осіб. Основні галузі зайнятості: освіта, охорона здоров'я та соціальна допомога — 25,5 %, роздрібна торгівля — 15,0 %, виробництво — 13,6 %.